# União Lamas
União de Lamas je portugalski nogometni klub iz gradića Santa Maria de Lamas, u općini Santa Maria da Feira. 

## Vanjske poveznice
- Službene klupske stranice  Arhivirana inačica izvorne stranice od 15. srpnja 2006. (Wayback Machine)